# 埃滕巴赫河 (費爾希巴赫河支流)
49°04′49″N 11°03′27″E / 49.08029°N 11.05745°E
埃滕巴赫河是德國的河流，位於該國東南部，由巴伐利亞負責管轄，屬於費爾希巴赫河的左支流，河道全長1.2公里，發源自埃滕施塔特。